# Pseudochalcura nigrocyanea
Pseudochalcura nigrocyanea är en stekelart som beskrevs av William Harris Ashmead 1904. Pseudochalcura nigrocyanea ingår i släktet Pseudochalcura och familjen Eucharitidae.
Artens utbredningsområde är:
- Uruguay.
- Venezuela.

Inga underarter finns listade i Catalogue of Life.